# Мансилья, Эктор
Э́ктор Рау́ль Манси́лья Гарсе́с (исп. Héctor Raúl Mancilla Garcés; род. 12 ноября 1980, Пурранке, Чили) — чилийский футболист, нападающий сборной Чили.

## Клубная карьера
Мансилья родился в Пурранке и выступал за местную футбольную команду «Дос Аламос». После переезда он выступал за ещё один любительский клуб, в котором на позиции вратаря играл его отец. Заметив успехи племянника, дядя футболиста бывший футболист Эдгардо Гарсес пригласил его в команду «Мальеко Юнидо». Уверенная игра молодого футболиста была замечена скаутами команды «Уачипато», с которой 19-летний нападающий подписал свой первый профессиональный контракт. 15 октября 2000 года Эктор дебютировал в Премьере в матче против «Унион Эспаньола». 9 сентября 2001 года Мансилья забил свой первый гол за клуб в поединке против «Сантьяго Уондерерс». До 2003 года Эктор нечасто попадал в основной состав в основном выходя на замену. В сезоне Апертура 2005 он стал лучшим бомбардиром турнира, забив 13 голов. За «Уачипато» Мансилья провёл более 100 матчей и забил 54 гола, несмотря на любовь болельщиков  он покинул команду после пяти сезонов.
Зимой 2006 года Эктор перешёл в один из самых успешных и популярных клубов Чили — «Коло-Коло». За полгода, проведённых в команде, он в 15 матчах забил 12 мячей и выиграл Апертуру 2006. Также Мансилья дебютировал на международной арене, приняв участие в Кубке Либертадорес.
В июле 2006 года, под впечатлением от таланта чилийского бомбардира, его за $ 800 000 купил мексиканский клуб «Веракрус». 13 августа 2006 года в матче против УНАМ Пумас Эктор дебютировал в мексиканской Премьере. 9 сентября в поединке против «УАНЛ Тигрес» он забил свой первый за новую команду. Мансилья забивал почти в каждой второй игре и в конце сезона стал лучшим бомбардиром команды с 15 мячами. В 2008 году руководство команды приняло решение временно перевести Эктора в молодёжную команду, в которой нападающий провёл полгода, забив 8 голов в 16 встречах второго дивизиона.
Летом 2008 года Мансилья подписал контракт с клубом «Толука». 27 июля 2008 года в матче против «Атланте» он дебютировал за новый клуб. 3 августа в поединке против «Америки» Мансилья забил свой первый гол за «Толуку». Уже в своем первом сезоне за новый клуб Эктор выигрывает чемпионат и звание лучшего бомбардира турнира, забив 11 мячей. По версии Мексиканской футбольной федерации, он также признается лучшим нападающим. Сезон Клаусуры 2009 также стал для чилийца золотым, и снова он добавил к званию чемпиона Мексики, звание её лучшего бомбардира. За «Толуку» Эктор забивает в общей сложности 55 мячей в 96 матчах. В январе 2011 года за 4,5 млн $, Мансилья перешёл в УАНЛ Тигрес.
9 января 2011 года в матче против «Керетаро» Эктор дебютирует за «тигров». Через неделю Мансилья с пенальти забил своей первый гол за новую команду, который принёс победу УАНЛ в поединке против «Некаксы». По итогам сезона нападающий вновь стал чемпионом страны.
Летом 2012 года Мансилья перешёл в «Атлас». 22 июля 2012 года в поединке против УНАМ Пумас Эктор дебютирует за новый клуб. Через неделю Мансилья забил первый гол за «Атлас» в поединке против «Пачуки».
В конце 2012 года Эктор заключил контракт с командой «Монаркас Морелия». 5 января в матче против «Крус Асуль» он дебютировал за «персиков». В этом же поединке Мансилья забил свой первый гол за «Морелию». В первом сезоне Эктор показал отличную результативность, забив 12 мячей в 16 матчах. Летом 2014 года он перешёл в колумбийский «Кукута Депортиво». 25 сентября в матче против «Депора» он дебютировал в колумбийской Примере B. В этом же поединке он забил свой первый мяч за «Кукуту».
В начале 2015 года Мансилья вернулся в родной «Уачипато», отыграв за команду полгода. Летом 2015 года он вернулся в Мексику, где стал футболистом новичка Лиги MX — «Дорадос де Синалоа». 1 августа в матче против «Тихуаны» Эктор дебютировал за «дорад». В этом поединке Мансилья забил свой первый гол за новую команду. В начале 2016 года он вернулся в УАНЛ Тигрес, за который выступал до лета.

## Международная карьера
9 июля 2004 года в матче Кубка Америки против сборной Бразилии Мансилья дебютировал за сборную Чили. Также на турнире он принял участие в поединках против Парагвая и Коста-Рики.

## Достижения
Командные
 «Толука»
- Чемпионат Мексики по футболу — Апертура 2008
- Чемпионат Мексики по футболу — Бисентенарио 2010

 Тигрес
- Чемпионат Мексики по футболу — Апертура 2011

Индивидуальные
- Лучший бомбардир — Апертура 2005
- Золотая бутса — Апертура 2008
- Золотая бутса — Клаусура 2009
- Лучший нападающий турнира — Апертура 2008
- Лучший нападающий турнира — Клаусура 2009